# Ernst Albert Altenkirch
Ernst Albert Altenkirch (* 5. November 1903 in Bahnitz, Landkreis Jerichow II, Provinz Sachsen, Preußen; † 24. März 1980 in Ost-Berlin) war ein deutscher SED-Funktionär, der als Mitglied der Zentralen Parteikontrollkommission entscheidend an den parteiinternen Säuberungen der 1950er-Jahre beteiligt war.

## Leben
Als Sohn eines Arbeiters absolvierte er nach dem Besuch der Grundschule eine Lehre zum Werkzeugschlosser in Brandenburg und war von 1922 bis 1930 in diesem Beruf tätig. Seit 1919 war er Mitglied des Deutschen Metallarbeiter-Verbands. 1923 bis 1929 war er Mitglied des Kommunistischen Jugendverbandes Deutschlands, ab 1925 als politischer Leiter. 1924 wurde er wegen illegaler politischer Arbeit verhaftet und zu einer Geldstrafe verurteilt. 1929 wurde er Mitglied der KPD und besuchte die KPD-Parteischule Rosa Luxemburg in Fichtenau. 1932 bis 1934 besuchte er die Internationale Lenin-Schule in Moskau und arbeitete danach gemeinsam mit Werner Eggerath und Otto Pallapies illegal in Berlin für das Bezirkskomitee der kommunistischen Revolutionären Gewerkschafts-Opposition (RGO). Von Mai bis Ende November 1934 war Altenkirch Leiter des illegalen Einheitsverbandes der Metallarbeiter Berlins (EVMB). Wegen seiner Beteiligung am illegalen Wiederaufbau von Berliner RGO-Strukturen, insbesondere in der Metallindustrie, wurde Altenkirch am 13. Januar 1935 verhaftet. Nach einer Untersuchungshaft im Berliner Polizeigefängnis verurteilte ihn der Volksgerichtshof im September 1935 wegen „Vorbereitung zum Hochverrat“ zu zehn Jahren Zuchthaus, die er in Luckau, im Zuchthaus Brandenburg und in Potsdam verbüßte. Im März 1945 wurde er in das Konzentrationslager Sachsenhausen verbracht, von wo er noch zum Todesmarsch Richtung Norddeutschland antreten musste. Anfang Mai 1945 wurde Altenkirch von Einheiten der Roten Armee befreit.

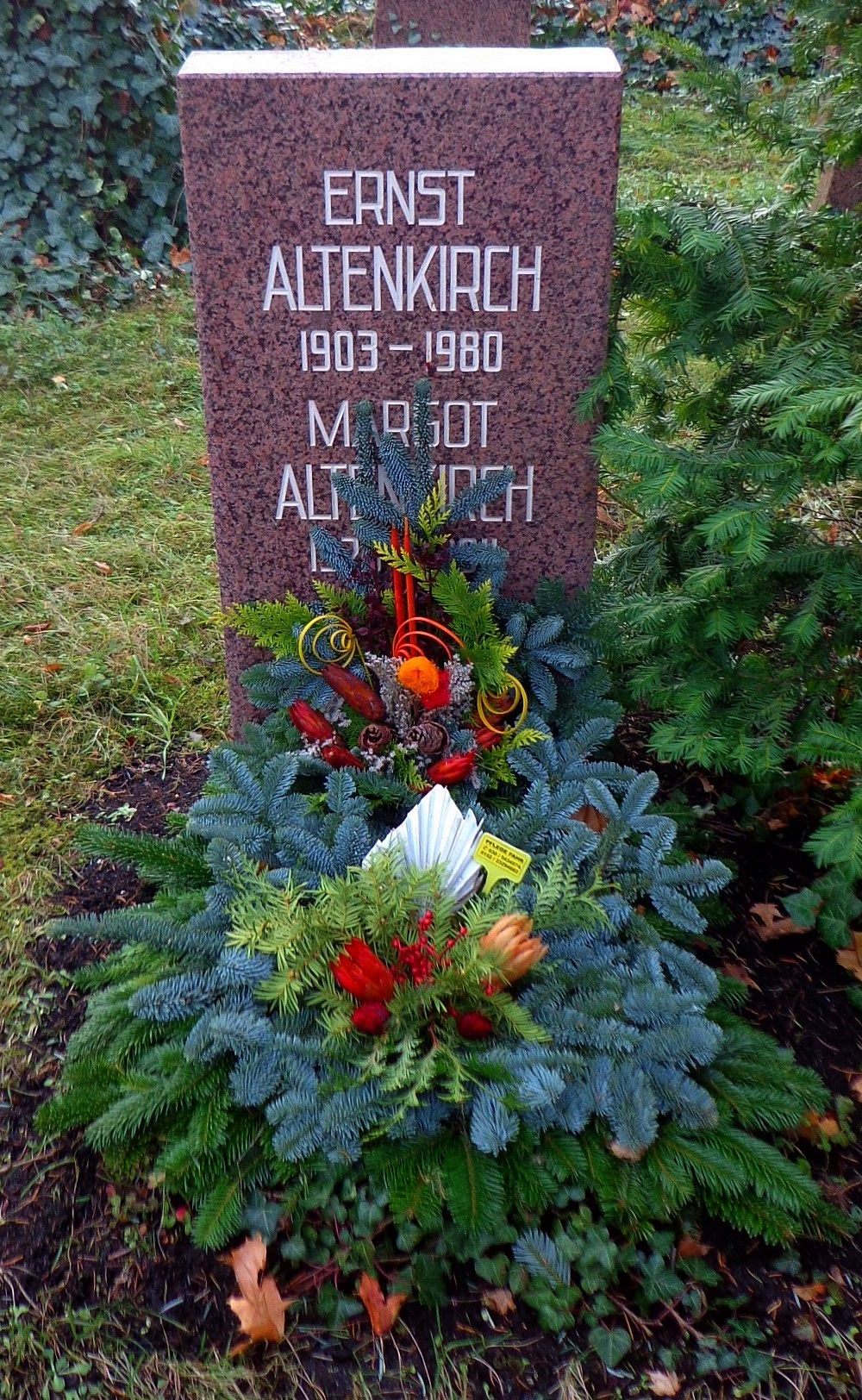
Grabstätte

Nach dem Krieg ging er nach Brandenburg zurück, wurde wieder in der KPD aktiv und war er ab März 1946 gemeinsam mit dem Sozialdemokraten Willi Weichenhahn erster Vorsitzender des SED-Kreisvorstandes Brandenburg, dann bis 1949 1. Sekretär der SED-Kreisleitung Brandenburg und SED-Abgeordneter des Stadtparlamentes von Brandenburg. Von Januar 1949 bis Juli 1974 war Altenkirch Mitglied der Zentralen Parteikontrollkommission beim Zentralkomitee (ZK) der SED. 1951 war er Mitglied der Landeskommission Sachsen-Anhalt zur Parteiüberprüfung, 1952/53 war er verantwortlich für die Überprüfung der Westemigranten. Nach 1974 arbeitete Altenkirch ehrenamtlich bei der Zentralen Kommission zur Betreuung alter verdienter Parteimitglieder beim Politbüro des ZK der SED.
Altenkirch heiratete in den 1950er Jahren die SED-Funktionärin Margot Feist (1923–2011). Er lebte zuletzt als Rentner in Berlin. Seine Urne wurde in der Grabanlage Pergolenweg des Berliner Zentralfriedhofs Friedrichsfelde beigesetzt.

## Auszeichnungen und Ehrungen
- 1958 Medaille für Kämpfer gegen den Faschismus 1933 bis 1945
- 1963 Orden Banner der Arbeit
- 1968 Vaterländischer Verdienstorden in Gold
- 1973 Karl-Marx-Orden
- 1978 Ehrenspange zum Vaterländischen Verdienstorden in Gold[2]
- 1976 wurde er Ehrenbürger der Stadt Brandenburg an der Havel. 1991 wurde ihm diese Ehrenbürgerschaft wieder aberkannt.